# Tachina flavopilosa
Tachina flavopilosa är en tvåvingeart som först beskrevs av Jacques-Marie-Frangile Bigot 1888.  Tachina flavopilosa ingår i släktet Tachina och familjen parasitflugor. Inga underarter finns listade i Catalogue of Life.